# Walckenaeria golovatchi
Walckenaeria golovatchi är en spindelart som beskrevs av Kirill Yeskov och Yuri M. Marusik 1994. Walckenaeria golovatchi ingår i släktet Walckenaeria och familjen täckvävarspindlar. Inga underarter finns listade i Catalogue of Life.